# Ripley (Virginia Occidental)
Ripley es una ciudad ubicada en el condado de Jackson en el estado estadounidense de Virginia Occidental. En el Censo de 2010 tenía una población de 3252 habitantes y una densidad poblacional de 382,34 personas por km².

## Geografía
Ripley se encuentra ubicada en las coordenadas 38°49′12″N 81°42′32″O / 38.82000, -81.70889. Según la Oficina del Censo de los Estados Unidos, Ripley tiene una superficie total de 8.51 km², de la cual 8.22 km² corresponden a tierra firme y (3.35%) 0.28 km² es agua.

## Demografía
Según el censo de 2010, había 3252 personas residiendo en Ripley. La densidad de población era de 382,34 hab./km². De los 3252 habitantes, Ripley estaba compuesto por el 98.25% blancos, el 0.18% eran afroamericanos, el 0.03% eran amerindios, el 0.37% eran asiáticos, el 0% eran isleños del Pacífico, el 0.28% eran de otras razas y el 0.89% pertenecían a dos o más razas. Del total de la población el 0.52% eran hispanos o latinos de cualquier raza.